# قناة الأفلام المستقلة
قناة الأفلام المستقلة أو آي أف سي (بالإنجليزية: Independent Film Channel، IFC)، قناة تلفزيونية أمريكية مملوكة من قبل شبكة إيه إم سي التلفزيونية. تعرض القناة برامج كوميدية أصلية، مسلسلات مكتسبة، وأصلية، وأفلام. اعتباراً من فبراير، 2015، 73,333,000 مليون أسرة في الولايات المتحدة (63% من الاسر التي تمتلك تلفاز) يتلقون بث قناة "IFC". في مارس 2015، أعلنت شركتا "Dish TV" و "Sling TV" عن توفير قنوات AMC عبر خدماتها.

## برامج القناة

### برامج أصلية
- بورتلانديا (2011)
- كوميدي بانغ! بانغ! (2012)
- مارون (2013)
- وثائقي الآن! (2015)

## وصلات خارجية
- الموقع الرسمي
- قناة الأفلام المستقلة، كندا